# Spinomantis

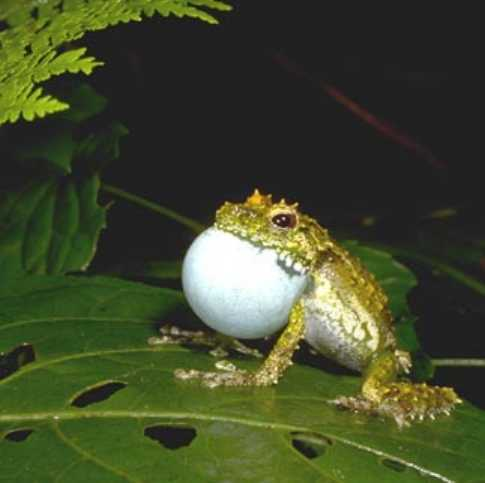
Spinomantis phantasticus. Mit der Schallblase werden seine typischen Rufe erzeugt.

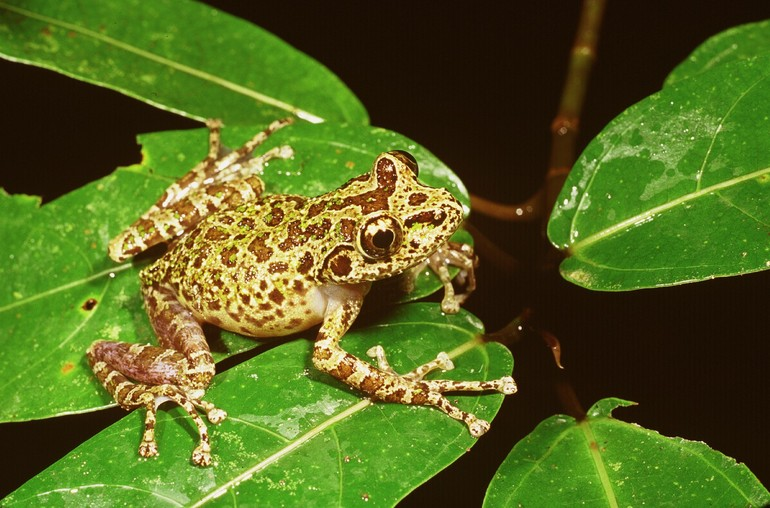
Spinomantis perracae.

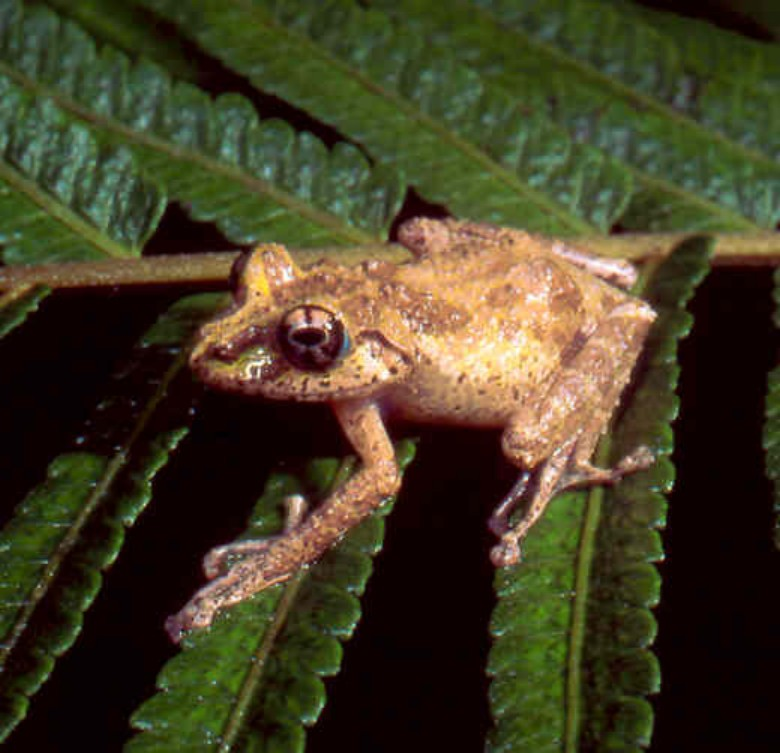
Spinomantis fimbriatus.

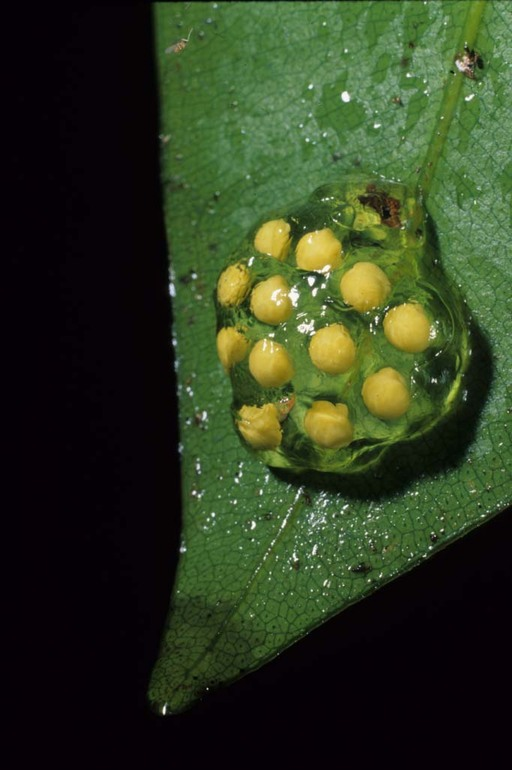
Laich von Spinomantis fimbriatus mit gelblichen Eiern auf einem überhängenden Blatt.

Spinomantis ist eine Froschgattung aus der Familie der Madagaskarfrösche.

## Merkmale
Die Arten sind eher klein bis mittelgroß und erreichen eine Kopf-Rumpf-Länge von 22 bis 60 Millimetern. Die Vertreter der Gattung Spinomantis sind meist nicht auffällig gefärbt, sondern tragen eher Tarnfarben. Auch verschiedene zipfel- und fransenförmige Hautanhänge könnten der Tarnung auf der mit Moos und Flechten bewachsenen Rinde der Bäume entlang der Flüsse dienen. Die Männchen haben keine Brunftschwielen, jedoch Femoraldrüsen an der Unterseite der hinteren Oberschenkel. Die Schwimmhäute zwischen den Zehen sind rudimentär bis mittelmäßig ausgeprägt, zwischen den Fingern sind sie nicht ausgebildet.
Die Fingerspitzen sind auffällig vergrößert. Die Männchen besitzen einen unpaarigen Kehlsack, bei Spinomantis bertini und Spinomantis guibei ist er paarig oder zumindest zweigeteilt. Die Zunge ist gespalten. Das Tympanum ist bei beiden Geschlechtern gleich groß.

## Verbreitung
Die Arten der Gattung Spinomantis sind im Osten Madagaskars endemisch.

## Lebensweise
Viele Arten sind baumbewohnend und haben verschiedene Anpassungen an diese Lebensweise, wie zum Beispiel die verbreiterten Finger- und Zehenspitzen, die dem Klettern dienen, und die Färbung bzw. entsprechende Hautlappen und -fransen zur Tarnung auf Rinde und Ästen. Zu diesen Arten gehören beispielsweise S. aglavei, S. fimbriatus, S. massi, S. nussbaumi, S. peraccae, S. phantasticus und S. tavaratra. Zur Gruppe der vorwiegend den Boden bewohnenden Arten gehören S. elegans, S. guibei S. microtis, S. bertini, S. beckei, S. mirus und S. brunae. Die Arten sind vorwiegend nachtaktiv.

### Entwicklung
Die Eier der baumbewohnenden Arten sind gelblich. Sie werden auf Blättern, die über die Gewässer ragen, abgelegt. Die schlüpfenden Kaulquappen fallen ins Wasser, wo die weitere Entwicklung erfolgt. Die Eiablage bei den bodenbewohnenden Arten ist weitgehend unbekannt. Sie halten sich entlang langsam fließender Gewässer auf, wo die Kaulquappen ebenfalls leicht ins Wasser gelangen können. Die Kaulquappen von Spinomantis elegans, die ausführlich untersucht werden konnten, sind freischwimmend.

## Systematik und Taxonomie
Die Gattung Spinomantis wurde von dem Herpetologen Dubois im Jahr 1992 als  Untergattung von Mantidactylus erstmals beschrieben. Spinomantis aglavei, damals noch als Rhacophorus aglavei bekannt, wurde die Typusart der Gattung.

### Äußere Systematik
Lange Zeit befanden sich die Arten dieser Gattung in unterschiedliche Artengruppen und Gattungen. Das lag daran, dass sie durch ihre sehr unterschiedlichen Lebensräume auf Madagaskar nicht als einheitliche Gruppe aufgefasst wurden. Erst durch phylogenetische Untersuchungen erkannte man die Verwandtschaftsbeziehungen innerhalb der Gattung. Durch Blommers-Schlösser wurden sie teilweise zu einer Untergattung von Mantidactylus zusammengefasst, die danach von Vences und Glaw zu einer eigenen Gattung erhoben wurde. Gleichzeitig wurde von Vences und Glaw die Unterfamilie Mantellinae errichtet, in der weitere Artengruppen bzw. Untergattungen von Mantidactylus als neue Gattungen gestellt wurden, darunter Blommersia, Boehmantis, Gephyromantis, Guibemantis und Wakea.

### Arten
Die Gattung Spinomantis umfasst insgesamt 14 Arten. Im Gegensatz zu vielen anderen Gattungen madegassischer Frösche wächst die Anzahl der neu beschriebenen Arten bei dieser Gattung nur langsam. In den Jahren 2017 bzw. 2019 wurden zwei neue Kryptospezies durch molekularbiologische Methoden von einer äußerlich sehr ähnlichen Art isoliert.
Stand: 23. August 2019
- Spinomantis aglavei (Methuen and Hewitt, 1913)
- Spinomantis beckei Vences, Köhler & Glaw, 2017[2]
- Spinomantis bertini (Guibé, 1947)
- Spinomantis brunae (Andreone, Glaw, Vences & Vallan, 1998)
- Spinomantis elegans (Guibé, 1974)
- Spinomantis fimbriatus (Glaw and Vences, 1994)
- Spinomantis guibei (Blommers-Schlösser, 1991)
- Spinomantis massi (Glaw and Vences, 1994)
- Spinomantis microtis (Guibé, 1974)
- Spinomantis mirus Sabino-Pinto, Rakotoarison, Bletz, Edmonds, Glaw & Vences, 2019[7]
- Spinomantis nussbaumi Cramer, Rabibisoa, and Raxworthy, 2008
- Spinomantis peraccae (Boulenger, 1896)
- Spinomantis phantasticus (Glaw & Vences, 1997)
- Spinomantis tavaratra Cramer, Rabibisoa & Raxworthy, 2008